# Roman Łubkowski
Roman Kajetan Łubkowski herbu Bończa (ur. w 1800 w Glinkach (Galicja Austriacka), zm. 26 listopada 1888 w Warszawie) – polski bankowiec, dyrektor Banku Polskiego w latach 1858–1863.

## Życiorys
Roman Łubkowski był sekretarzem generalnym Banku Polskiego w latach 1835–1844, a w latach 1858–1863 – dyrektorem Banku Polskiego. W 1840 roku był również naczelnikiem Kancelarii Banku.

## Odznaczenia
- Order Świętego Stanisława (Rosja)Order Świętego Stanisława (Rosja)
- Order Świętej Anny (Rosja)[2]

## Życie rodzinne
Roman Łubkowski był synem Kajetana Klemensa Łubkowskiego (obywatela ziemskiego, ~1767–1853) i Julii z domu Gołuchowskiej (~1770–1825). Miał braci Erazma Feliksa (ur. w 1797 roku) i Karola (zm. w 1811 roku). Był dwukrotnie albo trzykrotnie żonaty. Jego pierwszą żoną była Łucja z domu Fontana (ożenił się z nią w 1826 roku w warszawskiej katedrze). Mieli sześcioro dzieci: Helenę zamężną Pniewską (1827–1916), Julię zamężną Zalutyńską (1832–1857), Karola Konstantyna Macieja (1833–1877), Henryka Saturnina (1836–1836), Józefę Agrypinę (1838–1839) i Romana Henryka (1839–1840). Po śmierci Julii w 1840 roku ożenił się powtórnie (9 października 1841 roku w tejże katedrze) z Emilią Elżbietą Schütz. Mieli przynajmniej 5 dzieci: Annę Marię (1842–?), Marię Elżbietę zamężną Bożeniec-Jełowicką (1848–?), Natalię żamężną Gamrat, Emilię (~1850–1863) i Władysława Kajetana . Z trzeciej żony urodził się Józef.
Świadkami na 2. ślubie Łubkowskiego byli: Józef Lubowidzki, prezes Banku Polskiego i marszałek Sejmu Królestwa Kongresowego oraz Henryk Łubieński, wiceprezes tego banku.
Maria Niepokojczycka, wnuczka Heleny, córki z pierwszego małżeństwa Łubkowskiego, wyszła za mąż za astronoma Jana Krassowskiego.
Mąż Natalii, drugiej córki z drugiego małżeństwa Łubkowskiego, Kazimierz Karol Gamrat był bratem Julii Gamrat, żony Stanisława Wincentego Kosteckiego (1827–1870), syna Franciszka Kosteckiego i dziada m.in. Anny Podgórskiej.